# Třebestovice
Třebestovice jsou obec v okrese Nymburk ve Středočeském kraji.  Leži při 25. kilometru dálnice D11, sjezd Sadská, dva kilometry jihozápadně od Sadské a devět kilometrů jihozápadně od Nymburka. Žije zde přibližně 1 400 obyvatel.

## Popis obce
Ves protíná středem železniční trať 060 Poříčany-Nymburk. Pod tratí (tj. východně od ní) leží stará zástavba, nová je směrována spíše nad trať k lesu (západně). Samotná obec čítá 322 čísel popisných. Při posledním sčítání lidu v roce 2001 zde žilo 789 obyvatel. Pro porovnání je nutno uvést, že roku 1826 měly Třebestovice 30 domů, roku 1870 to bylo 33 a 326 obyvatel. Poděbradský zámek měl v Třebestovicích dva domy, a to č. 1 Hudečkovo (bývalá myslivna – fořtovna) a č. 19 „Na lukách“, kde bydlel královský luční (Vicherovna). Celé Třebestovice byly usídleny u tvrze (tj. u mlýna) a domy byly stavěny směrem do kopečka ke dráze. Lesy se táhly až k mlýnské strouze, takže to byla opravdu vesnička u lesa.

## Historie
Ves patří k nejstarším na Poděbradsku. Již v roce 993 se připomíná v základní listině, že tohoto roku kníže Boleslav II. spolu se svatým Vojtěchem darovali vsi Třebestovice u Sadské (Trebestowicz prope Saczska) a Mračenice s okolím nově založenému klášteru benediktinskému v Břevnově u Prahy.
V majetku kláštera byly Třebestovice celé předhusitské období. Roku 1328 byly králem Janem Lucemburským, spolu s ostatními vesnicemi v župě Poděbradské, osvobozeny od různých služebností, jež se bezplatně vymáhaly. V roce 1442 daroval Jiří z Kunštátu a Poděbrad Benešovi, mlynáři z Poříčan, tvrz, aby ji přestavěl na mlýn. Roku 1580 zastavil císař Rudolf II. celou ves, spolu s jinými v našem okolí, Jaroslavu Smiřickému ze Smiřic, ale následující rok je opět vyplatil. Roku 1621 se dostávají Třebestovice s panstvím přerovským k panství brandýskému. Roku 1640 byli v tomto kraji Švédové, celý kraj vypálili. Roku 1778 přitáhl přes Nymburk do blízkosti Třebestovic Fridrich II. (Pěšinka, Úvoz, Plechačky – zde měli Prusové kuchyň). Po vítězné bitvě u Hradce Králové (roku 1866) se rozložili opět Prusové u Třebestovic (v počtu 8000 mužů) pod vedením generála Rosenberga.
Naproti zvoničce stála a doposud stojí Fialova hospoda, která měla velmi dlouho také doškovou střechu, Její přestavbu řídil stavitel Hrouda z Poříčan. Byla propagována i v zahraničních časopisech. Rod Fialů byl jeden z nejstarších, přišel již za Napoleona. Stará hospoda byla velmi prostorná. Byla vyhledávána hlavně o poutích. V současné době zde opět začíná pulsovat život. Je tu celkem příjemné prostředí a hlavně dobré pivo. Obecní zastupitelstvo si tuto budovu pronajalo od dědiců pana Fialy pro kulturní a sportovní vyžití třebestovických občanů. Budou zde pořádány plesy, zábavy, schůze. Místní tělovýchovná jednota ji bude využívat na cvičení.
Asi 100 metrů níže stojí mlýn. Ve věstníku Poděbradska se píše: „21. srpna 1442 daroval Jiří z Kunštátu a Poděbrad, Benešovi, mlynáři z Poříčan, městiště mlýnské v Třebestovicích, aby na něm postavil mlýn.“ Ke konci 16. století patří mlýn k panství přerovskému. Roku 1589 byl potvrzen Rudolfem II. Viktorinovi Hausserovi, do roku 1620 byl mlynářem Havel Holub. Od tohoto roku do roku 1877 majitelé mlýna nejsou známi. Roku 1894 se stává vlastníkem Václav Vichera, 1883 Václav Urbánek, 1894 Antonín Trnka, 1895 manželé Welzovi, 1896 Anna Homolková a 21. července 1914 Josef Brychta. V tomto roce byl mlýn přestavěn a moderně zařízen na poměrně velký výkon (přes 7 vagónů mouky za týden). Roku 1951 však přechází do bezplatného užívání Hospodářského družstva Český Brod a od roku 1953 JZD Třebestovice, později Oseva Nymburk. Nyní je opět ve vlastnictví původního majitele, byť zdevastován. Za Fialovou hospodou směrem k zákruží byla hospodářství, kde se říkalo V Chaloupkách. Tyto chaloupky měly došky a asi v roce 1860 vyhořely.
Nedaleko stojí též hospoda, kterou poslední majitel pan Vačlena rozšířil o sál a řeznictví. Krátce po dostavbě byla zabrána Jednotou. Nyní je také vrácena v restituci. Před okny této hospody stojí pomník na památku padlým v první světové válce. Jeho autorem je sochař J. Král z Peček. Pomník byl odhalen 28. října 1929. Na jeho postavení vydatně přispěla obec a mnoho občanů.
Třebestovice měly v minulosti 3 pekařství, 4 obchody, 2 obuvníky, 1 kováře, 1 výrobce dřevěných a kopaných studní, 1 krejčího. Staré Třebestovice měly 3 hostince, trafiku, 3 řezníky, kteří dováželi uzeninu z Prahy od Seidla. Dále tu byla 2 truhlářství – Borecký a Mihulka. U dráhy měl poslední majitel, pan Rosa výletní restauraci. V současné době[kdy?] dochází v Třebestovicích k velkému rozvoji podnikání. Je tu registrováno přes třicet soukromých podnikatelů.
Dráha byla Třebestovicemi vedena roku 1882. Písek z pískovny na stavbu dodával pan Vaškevič. Zřízení zastávky vedlo rozprodeji selských lesů na výstavbu nové čtvrtě. Většina obyvatel byla zaměstnána u ČSD, ostatní dojížděli za prací do Prahy.
Za kovárnou bylo pekařství a velký dolík, kde se těžil písek. Dodnes se tam říká V Mrchovláčce. Tento název má původ v dobách, kdy v kraji ještě žili vlci. K jejich přilákání táhl jezdec za koněm mršinu, vlci za ním vběhli do ohrady, kde byli zavřeni a pozabíjeni.
Ještě před sto lety trpěly Třebestovice záplavami, které vznikaly rozvodněním Labe. Labe mělo tehdy mnoho ramen a jedno teklo směrem k Třebestovicím. Z tohoto důvodu byla v roce 1897 provedena regulace Černavky (nyní Šembera). Na tomto díle hodně pracovali Italové. Byly postaveny některé mosty, jako např. dřevěný u Poříčan, dřevěný u statku na Lukách, o který se měla starat třebestovická obec, železný most u Sadské, Boháčkův dřevěný a na císařské silnici most železný. Náklad na regulování byl přes dva miliony korun.
Ve vsi Třebestovice (550 obyvatel) byly v roce 1932 evidovány tyto živnosti a obchody: továrna na asfaltové výrobky Asfa, holič, rolnické družstvo, 3 hostince, kotlář, kovář, krejčí, malíř pokojů, mlýn, obuvník, 11 rolníků, 2 řezníci, 3 obchody se smíšeným zbožím, spořitelní a záložní spolek pro Třebestovice, obchod se střižním zbožím, studnař, 2 trafiky, truhlář.

## Obyvatelstvo
| Rok            | 1869 | 1880 | 1890 | 1900 | 1910 | 1921 | 1930 | 1950 | 1961 | 1970 | 1980 | 1991 | 2001 | 2011 | 2021  |
| -------------- | ---- | ---- | ---- | ---- | ---- | ---- | ---- | ---- | ---- | ---- | ---- | ---- | ---- | ---- | ----- |
| Počet obyvatel | 320  | 394  | 396  | 365  | 421  | 431  | 677  | 738  | 825  | 777  | 848  | 757  | 789  | 943  | 1 136 |
| Počet domů     | 34   | 46   | 51   | 57   | 84   | 91   | 156  | 236  | 233  | 239  | 239  | 305  | 316  | 332  | 382   |

## Obecní správa

### Územněsprávní začlenění

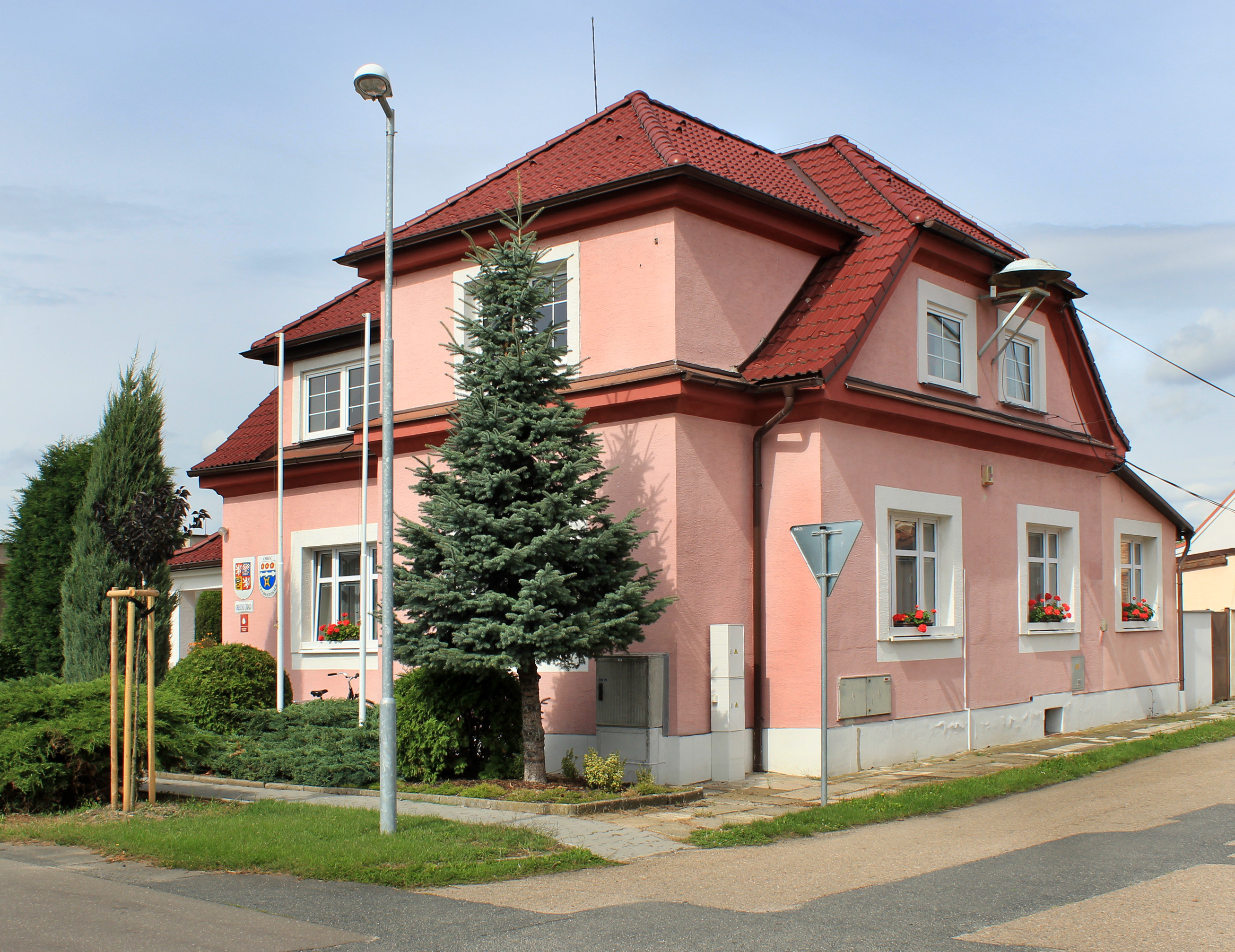
Obecní úřad

Dějiny územněsprávního začleňování zahrnují období od roku 1850 do současnosti. V chronologickém přehledu je uvedena územně administrativní příslušnost obce v roce, kdy ke změně došlo:
- 1850 země česká, kraj Jičín, politický i soudní okres Nymburk[7]
- 1855 země česká, kraj Mladá Boleslav, soudní okres Nymburk
- 1868 země česká, politický okres Poděbrady, soudní okres Nymburk
- 1936 země česká, politický i soudní okres Nymburk[8]
- 1939 země česká, Oberlandrat Kolín, politický i soudní okres Nymburk[9]
- 1942 země česká, Oberlandrat Hradec Králové, politický i soudní okres Nymburk[10]
- 1945 země česká, správní i soudní okres Nymburk[11]
- 1949 Pražský kraj, okres Nymburk[12]
- 1960 Středočeský kraj, okres Nymburk
- 2003 Středočeský kraj, okres Nymburk, obec s rozšířenou působností Nymburk

### Obecní symboly
Znak a vlajka byly obci uděleny rozhodnutím předsedy Poslanecké sněmovny Parlamentu České republiky dne 5. dubna 2001.

## Doprava
Dopravní síť
- Pozemní komunikace – Územím obce prochází dálnice D11 s exitem 25 a silnice II/330 Český Brod - Sadská - Nymburk - Činěves.
- Železnice – Obec leží na železniční trati Poříčany–Nymburk. Jedná se o jednokolejnou elektrizovanou celostátní trať, doprava byla zahájena roku 1883.

Veřejná doprava 2011
- Železniční doprava – Po trati 060 vede linka S12 (Poříčany - Nymburk) v rámci pražského systému Esko. Železniční zastávkou Třebestovice jezdilo v pracovních dnech 22 párů osobních vlaků, o víkendech 19 párů osobních vlaků.

## Pamětihodnosti
- V lesním prostředí nedaleko myslivny stojí krytý pomníček Panny Marie. Byl postaven na paměť procesí do Staré Boleslavi roku 1826 a obnoven roku 1973. V kronikách se uvádí, že lidé z Čáslavi a přilehlých obcí si chtěli nadejít cestu a v Kersku zabloudili. Až druhý den ráno, z míst, kde nyní stojí pomníček, spatřili kostel v Sadské.
- Na návsi stojí svatý Kříž. Byl postaven koncem 19. století na památku Páně z dobrovolných příspěvků.
- Zvonička – původně stála u vchodu do mlýna. Později byla přenesena na „Leškov“, před hostinec „U Fialů“. Postavil ji Karel Šustera, mlynář, na památku krutého moru. Zvonilo se zde klekání, oznamovala se úmrtí. Dnes po ní nejsou žádné stopy. Dnes je nově postavena na návsi naproti hospodě u Vačlenů.
- Pastouška – byla vzdálena od Leškova asi 100 metrů. Později byla v pastoušce kampelička a zadní místnosti obývali chudí. Směrem k transformátoru vedla pěšinka do Sadské. Byla to zkratka. K Pobuďáku vedla cesta pro potahy a zbytek si lidé prošlapali. Pěšinka navazovala za potokem na cestu k Sadské. Pobuďák se říkalo příkopu, který vykopal pan Pobuda, kam se stahovala voda z luk.
- Kovárna – byla od Leškova vzdálena asi 200 metrů. Měla šindelovou střechu a až na současné tašky se nezměnila. Musela být dostatečně vzdálena, aby nepodpálila ostatní hospodářské budovy, jež byly také pod došky.
- Statek na Lukách – Vicherovna patří k nejstarším. Jméno Vichera se objevuje v kronikách již v roku 1763. Statek stojí na kopečku, byl několikrát přestavěn a několikrát změnil majitele. Je zde také zmínka, že v 18. století se majitel Vichera stýká se známým milčickým rychtářem a písmákem Vavákem. Posledním majitelem statku byl pan Věroslav Bouma ze Sadské, který také poskytl cenné údaje. V roce 1949 statek zabralo JZD, později Oseva. Postavili zde sýpku na obilí, stojí tu rovněž haly ACHP Městec Králové. Roku 1992 byl více méně zdevastovaný statek navrácen původnímu majiteli.

## Význačné osobnosti Třebestovic
- Stavbu mlýnského náhonu prováděl Jakub Krčín z Jelčan, který bydlel v té době v Kouřimi. Dílo přivádělo vodu do Třebestovic a Sadské, až zásah dálnice a výstavba sídliště v Poříčanech jej zrušily.
- Na dovolenou přijel do Třebestovic i hudební skladatel Zdeněk Fibich. Bydlel u Horálků (dříve Tomků) proti zastávce vlaku. Jeho sekretářka bydlela v Matoušově vile (dnes Růžičkova).

## Další fotografie

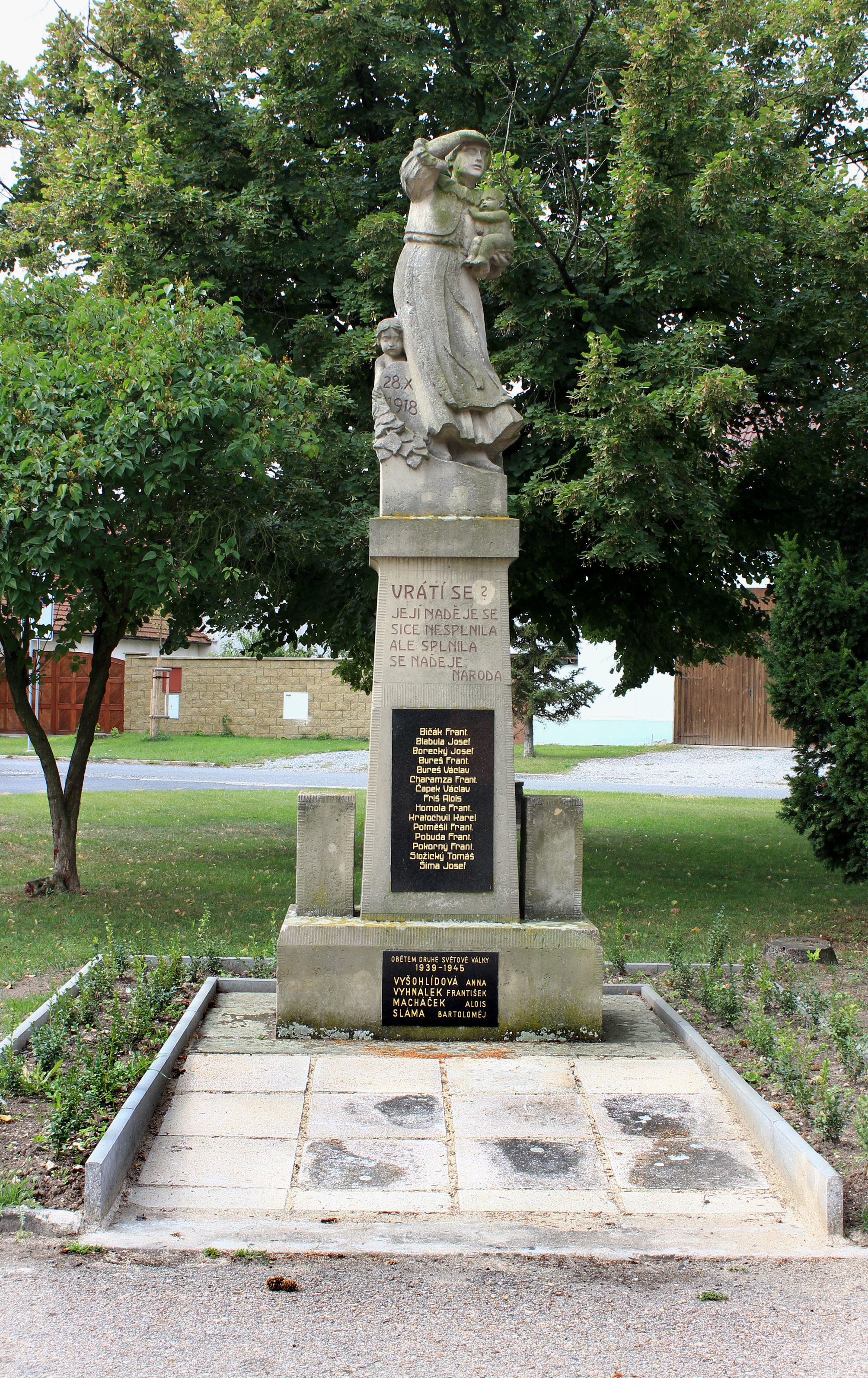
Památník obětem válek
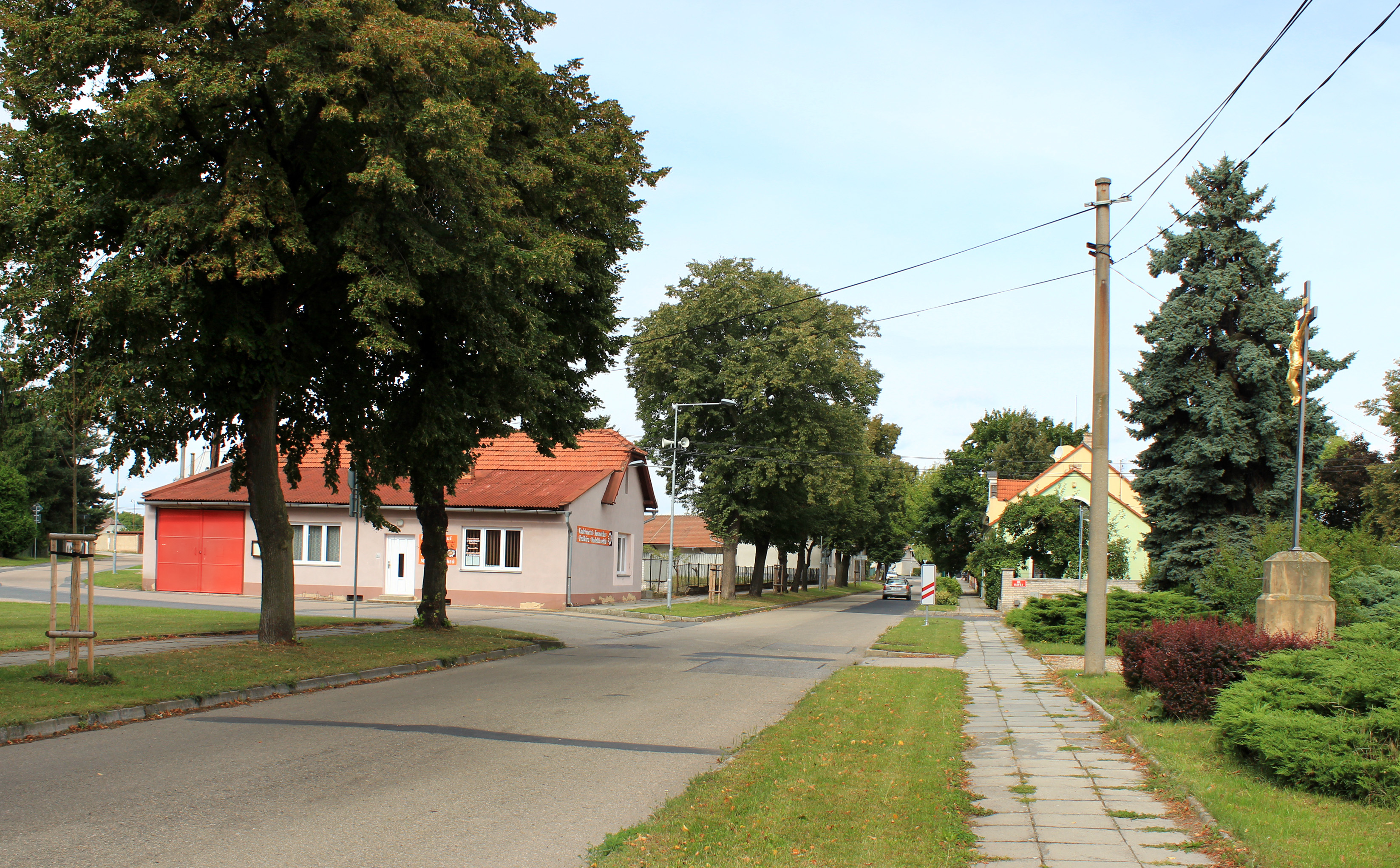
Náves
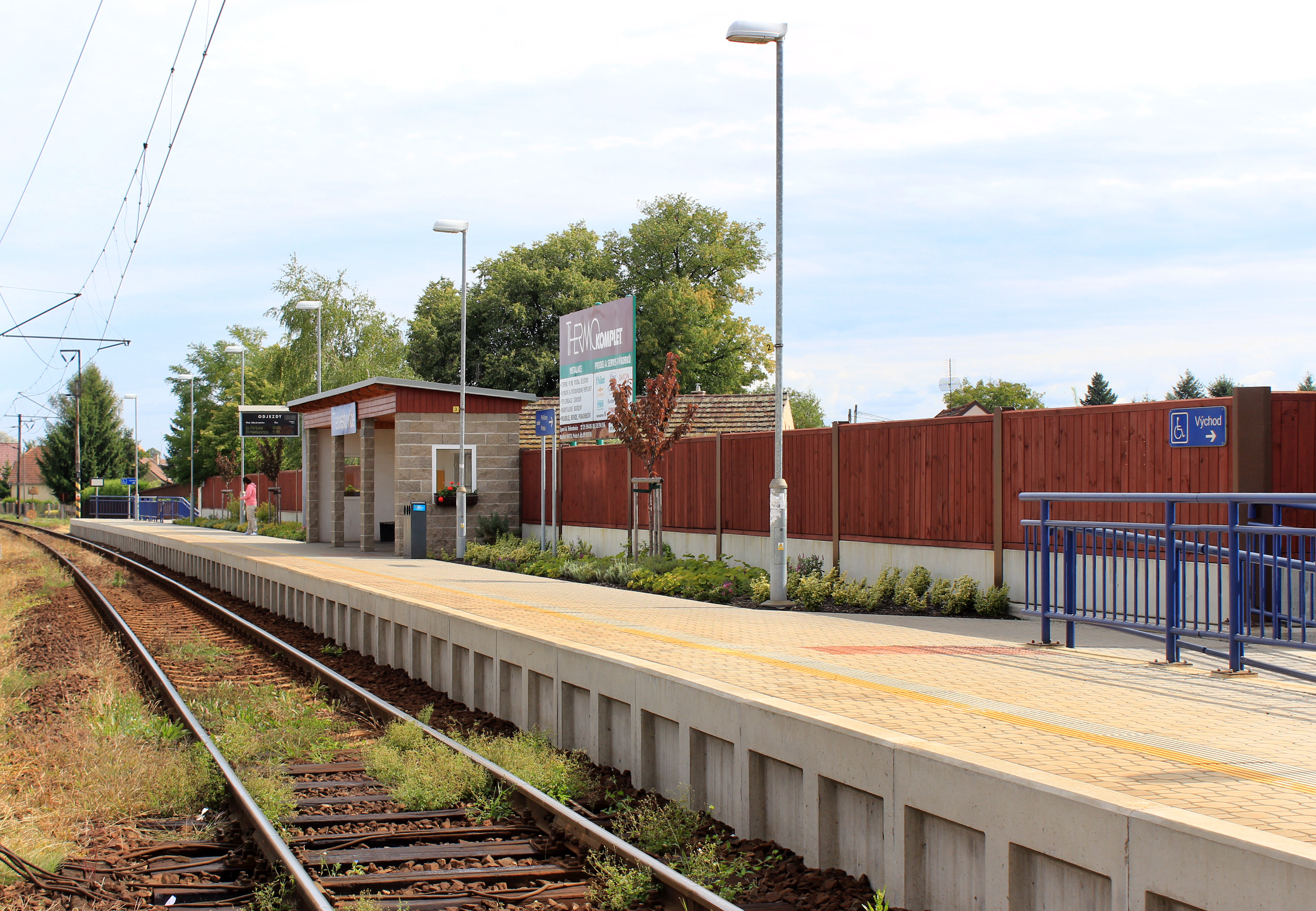
Železniční zastávka
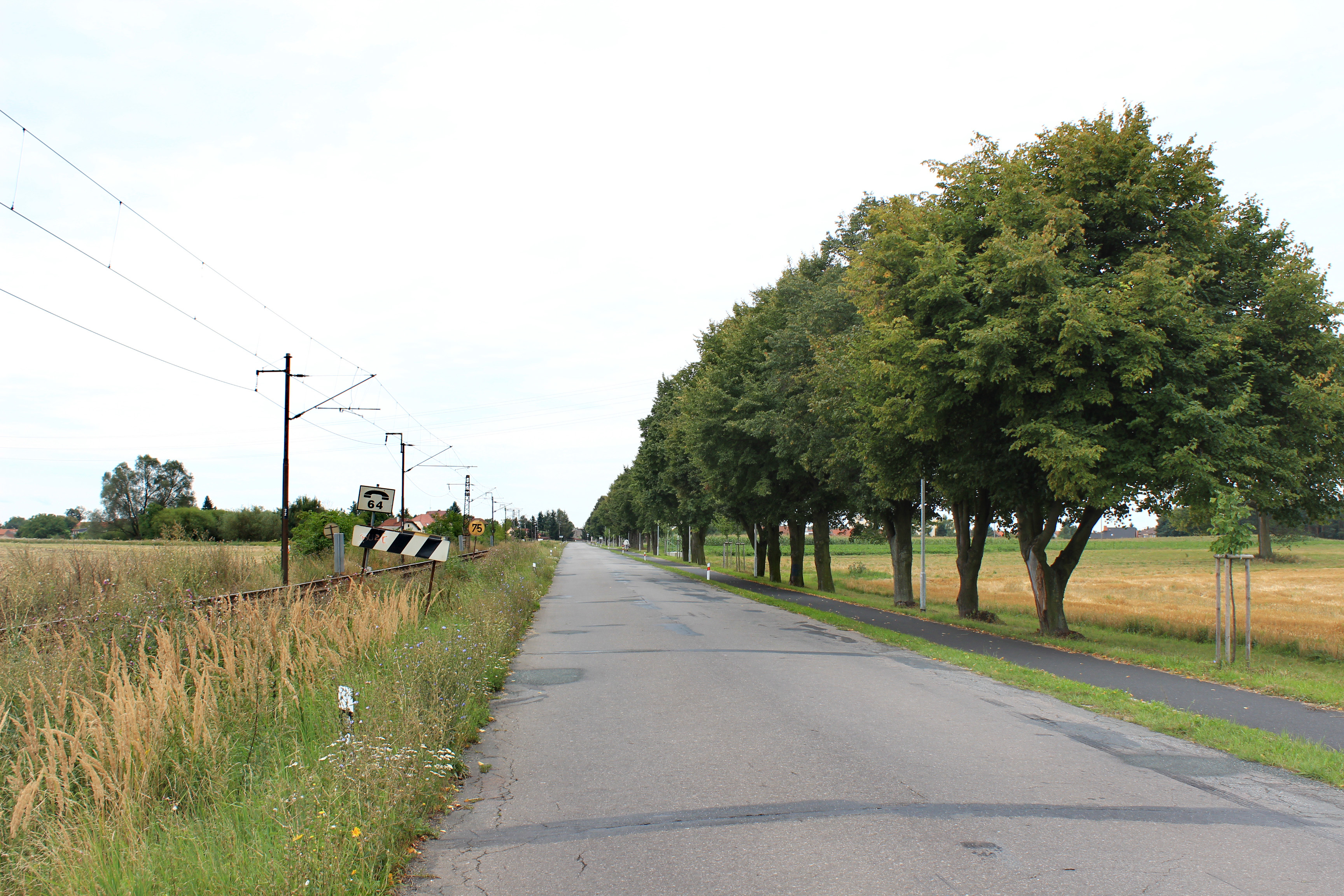
Silnice od Sadské